# Ytterstberg
Ytterstberg är ett skär i Åland (Finland). Det ligger i den nordöstra delen av landskapet, 60 km nordost om huvudstaden Mariehamn.
Terrängen runt Ytterstberg är mycket platt. Trakten är glest befolkad. Det finns inga samhällen i närheten. 